# Jerome Baker
Jerome Baker (geboren am 25. Dezember 1996 in Cleveland, Ohio) ist ein US-amerikanischer American-Football-Spieler auf der Position des Linebackers. Er spielte College Football für die Ohio State University und stand sechs Jahre lang bei den Miami Dolphins in der National Football League (NFL) unter Vertrag. Seit 2025 spielt Baker für die Cleveland Browns.

## College
Baker besuchte die Benedictine High School in Cleveland, Ohio, und gewann mit dem Footballteam 2014 die Staatsmeisterschaften von Ohio. Ab 2015 ging er auf die Ohio State University, um College Football für die Ohio State Buckeyes zu spielen. Als Freshman kam er nur zu einzelnen Kurzeinsätzen gegen Spielende, bevor er als Sophomore für die Saison 2016 Stammspieler wurde. In seinem zweiten Spiel als Starter gelang ihm gegen die Oklahoma Sooners ein Interception-Return-Touchdown über 68 Yards. In der Spielzeit 2017 setzte Baker die meisten Tackles bei den Buckeyes. Nach der Saison 2017 gab er seine Anmeldung für den kommenden NFL Draft bekannt. Baker bestritt 33 Spiele für die Ohio State Buckeyes, davon 25 als Starter. Dabei gelangen ihm 158 Tackles, davon 17,5 für Raumverlust und sieben Sacks. Außerdem verzeichnete er zwei Interceptions, drei eroberte Fumbles und zwei abgewehrte Pässe.

## NFL
Baker wurde im NFL Draft 2018 in der dritten Runde an 73. Stelle von den Miami Dolphins ausgewählt. In seiner Rookiesaison kam er in allen 16 Spielen zum Einsatz, davon elfmal als Starter. Ihm gelangen 79 Tackles und drei Sacks. Zudem konnte er am neunten Spieltag gegen die New York Jets eine Interception fangen und zu einem Touchdown in die gegnerische Endzone tragen. In den Spielzeiten 2019 und 2020 war Baker mit jeweils über 100 Tackles der produktivste Tackler der Dolphins. Zudem kam er 2020 auf sieben Sacks.
Im Juni 2021 einigte Baker sich mit den Dolphins auf eine Vertragsverlängerung um drei Jahre im Wert von 39 Millionen US-Dollar. Im Dezember 2021 wurde Baker als AFC Defensive Player of the Month ausgezeichnet. Insgesamt absolvierte er 94 Spiele für die Dolphins, davon 82 als Starter, in denen er 581 Tackles setzte, 22,5 Sacks erzielte, 21 Pässe abwehrte, fünf Interceptions fing und sechs Fumbles erzwang, bevor er am 5. März 2024 entlassen wurde.
Am 16. März 2024 nahmen die Seattle Seahawks Baker unter Vertrag. Nach sechs Spielen gaben sie Baker am 24. Oktober 2024 im Rahmen eines Trades für Ernest Jones an die Tennessee Titans ab. Baker bestritt fünf Spiele für die Titans, davon drei als Starter.
Am 21. März 2025 unterzeichnete er einen Vertrag bei den Cleveland Browns.

### NFL-Statistiken
| Saison                             | Saison | Spiele | Spiele      | Tackles | Tackles | Tackles | Tackles | Interceptions | Interceptions | Interceptions | Interceptions | Interceptions | Fumbles | Fumbles | Fumbles |
| Jahr                               | Team   | Spiele | als Starter | Gesamt  | Solo    | Ast     | Sacks   | PD            | INT           | Yds           | Lng           | TD            | FF      | FR      | TD      |
| ---------------------------------- | ------ | ------ | ----------- | ------- | ------- | ------- | ------- | ------------- | ------------- | ------------- | ------------- | ------------- | ------- | ------- | ------- |
| 2018                               | MIA    | 16     | 11          | 79      | 57      | 22      | 3,0     | 3             | 1             | 25            | 25            | 1             | 0       | 0       | 0       |
| 2019                               | MIA    | 16     | 15          | 126     | 76      | 50      | 1,5     | 4             | 1             | 34            | 34            | 0             | 2       | 0       | 0       |
| 2020                               | MIA    | 16     | 11          | 112     | 70      | 42      | 7,0     | 3             | 0             | 0             | 0             | 0             | 2       | 0       | 0       |
| 2021                               | MIA    | 16     | 16          | 92      | 62      | 30      | 5,5     | 4             | 1             | 0             | 0             | 0             | 1       | 0       | 0       |
| 2022                               | MIA    | 17     | 17          | 100     | 66      | 34      | 4,0     | 4             | 0             | 0             | 0             | 0             | 1       | 0       | 0       |
| 2023                               | MIA    | 13     | 12          | 78      | 51      | 27      | 1,5     | 3             | 2             | 24            | 23            | 1             | 0       | 0       | 0       |
| 2024                               | SEA    | 5      | 5           | 37      | 21      | 16      | 1,0     | 2             | 0             | 0             | 0             | 0             | 1       | 1       | 0       |
| 2024                               | TEN    | 5      | 3           | 24      | 13      | 11      | 1,0     | 2             | 0             | 0             | 0             | 0             | 0       | 0       | 0       |
| Gesamt                             | Gesamt | 104    | 90          | 648     | 416     | 232     | 24,5    | 25            | 5             | 83            | 34            | 2             | 7       | 1       | 0       |
| Quelle: pro-football-reference.com |        |        |             |         |         |         |         |               |               |               |               |               |         |         |         |